# Potamophilinus orientalis
Potamophilinus orientalis là một loài bọ cánh cứng trong họ Elmidae. Loài này được Gory in Guérin-Méneville miêu tả khoa học năm 1838.